# Forschungszentrum Jülich
Koordinaten: 50° 54′ 18″ N, 6° 24′ 43″ O

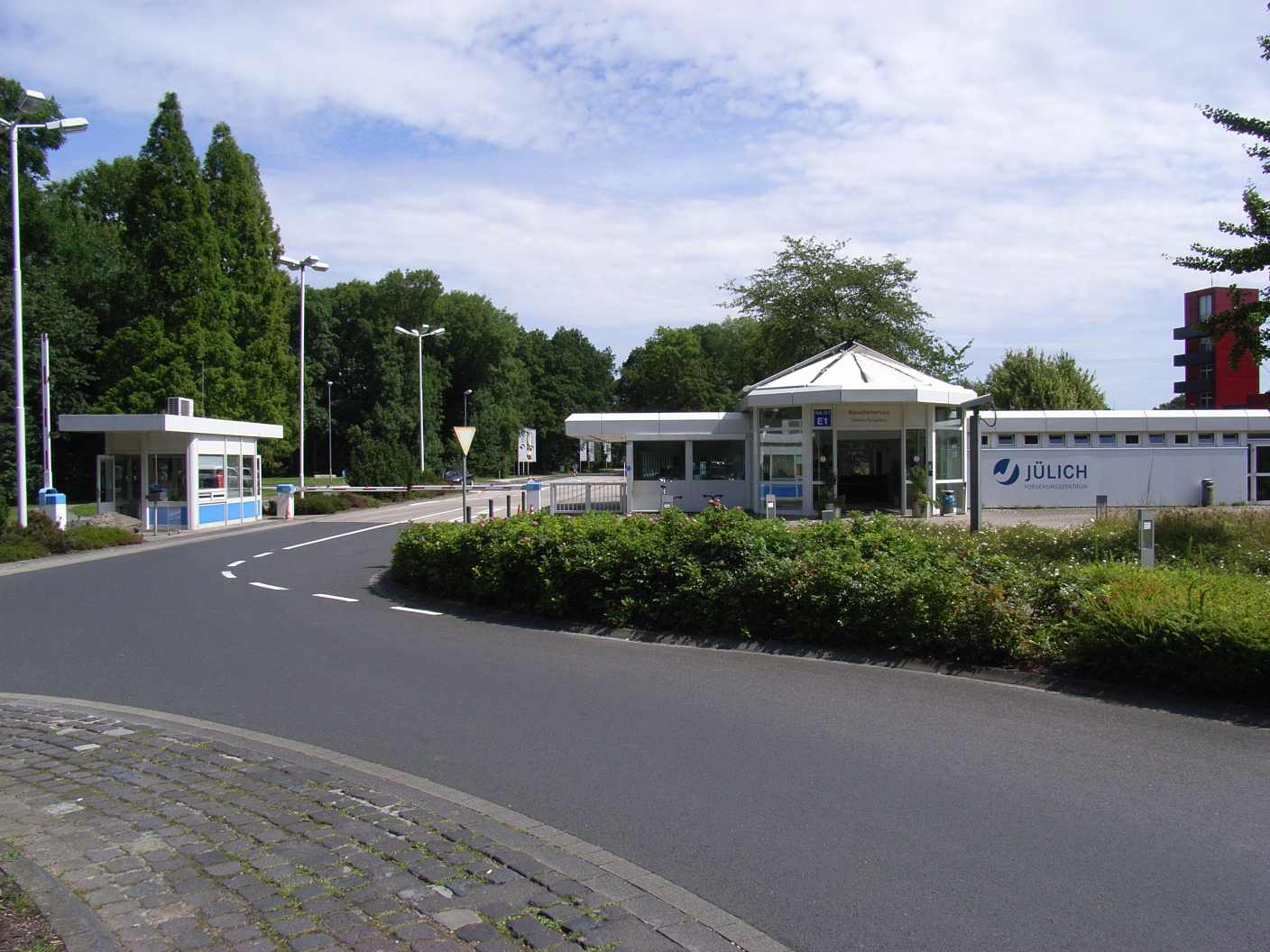
Haupteingang zum Forschungszentrum Jülich

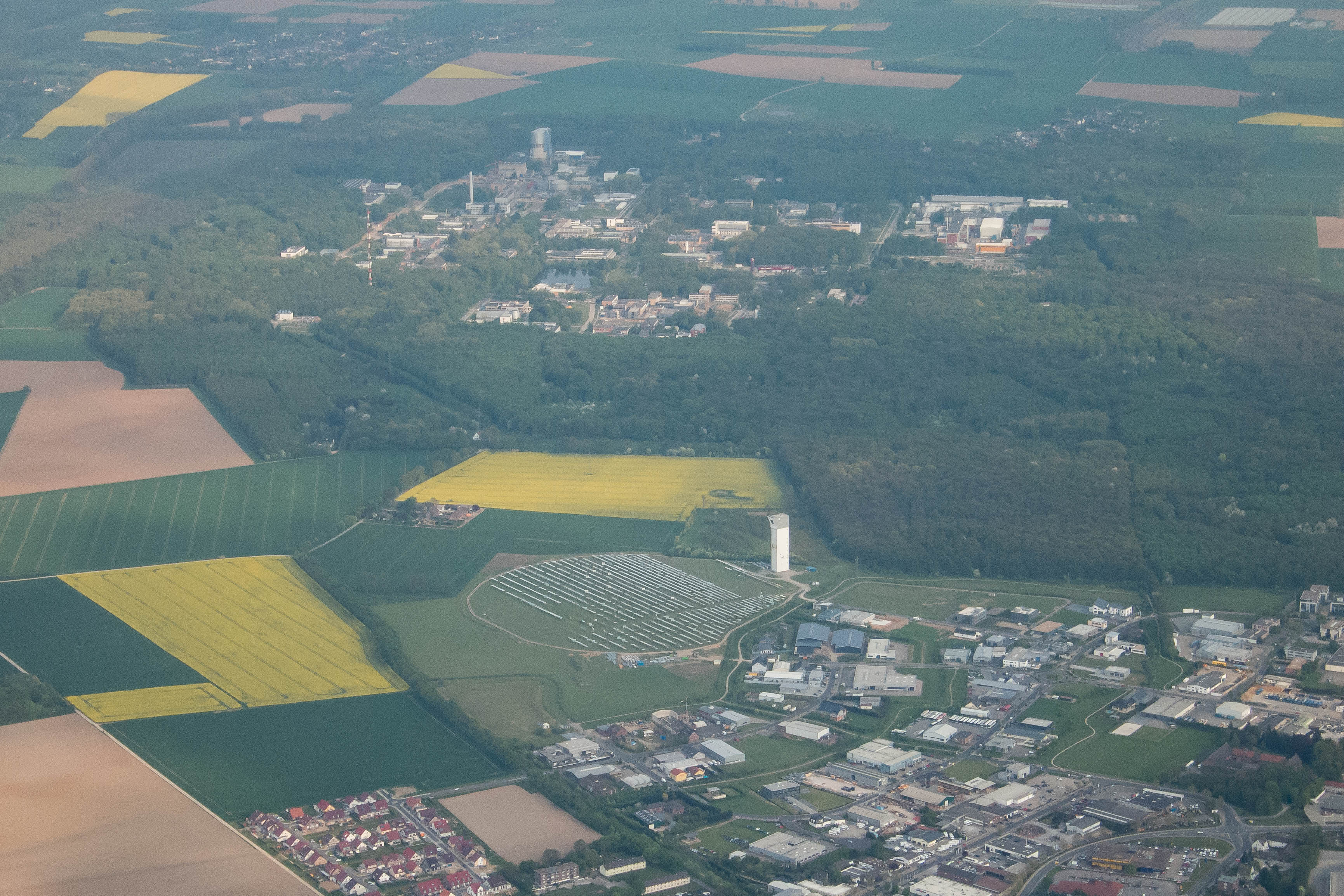
Luftbild des Forschungszentrums

Das Forschungszentrum Jülich (abgekürzt FZJ) ist eine nationale Forschungseinrichtung zur interdisziplinären Forschung in den Bereichen Energie, Information und Bioökonomie. Sie betreibt Forschungsinfrastrukturen, insbesondere Supercomputer. Aktuelle Forschungsbeispiele sind der Strukturwandel im rheinischen Kohlerevier, Wasserstoff und Quantentechnologien. Mit rund 7.250 Beschäftigten (2023) in elf Instituten und 80 Institutsbereichen gehört es als Mitglied der Helmholtz-Gemeinschaft Deutscher Forschungszentren zu den größten Forschungseinrichtungen Europas.
Der Hauptsitz des Forschungszentrums liegt in Nordrhein-Westfalen im Städtedreieck Aachen – Köln – Düsseldorf am Rande der früheren Kreisstadt Jülich. Das FZJ betreibt 15 Außenstellen im In- und Ausland, dazu zählen acht Standorte an europäischen und internationalen Neutronen- und Synchrotronstrahlungsquellen, zwei gemeinsame Institute mit der Universität Münster und der Friedrich-Alexander-Universität Erlangen-Nürnberg (FAU) sowie dem Helmholtz-Zentrum Berlin (HZB) und drei Außenstellen des Projektträgers in Bonn, Rostock und Berlin. Es besteht eine enge Zusammenarbeit mit der RWTH Aachen in Form der Jülich-Aachen Research Alliance (JARA).
Als Gründungsdatum der Einrichtung gilt der Landtagsbeschluss vom 11. Dezember 1956; den Namen „Kernforschungsanlage Jülich“ (KFA) erhielt sie 1961. Ihre Rechtsform war zunächst ein eingetragener Verein (e. V.), 1967 wurde sie zur GmbH. Da im Laufe der Jahre andere Forschungsgebiete die Kernforschung immer weiter verdrängten, wurde der Name 1990 in „Forschungszentrum Jülich GmbH“ geändert.

## Geschichte

### Gründungsjahre und Grundsätzliches
Nachdem die Siegermächte des Zweiten Weltkrieges mit den Pariser Verträgen vom 5. Mai 1955 der Nachkriegs-Bundesrepublik erlaubten, wieder Forschungen zur friedlichen Nutzung der Kernenergie aufzunehmen, gab am 29. Februar 1956 die nordrhein-westfälische Landesregierung ihre Absicht bekannt, „Atomforschungseinrichtungen“ zu errichten. Leo Brandt, Staatssekretär im Ministerium für Wirtschaft und Verkehr in Nordrhein-Westfalen, stellte dem Landtag am 26. Juni 1956 einen detaillierten Plan für eine gemeinsame Atomforschungsanlage der Universitäten Bonn, Köln und Münster, der Technischen Hochschule Aachen und der Medizinischen Akademie Düsseldorf vor. Dieser sah die Errichtung von zwei Reaktoren und 13 Instituten samt zugehörigen zentralen Versorgungs- und Sicherheitsanlagen vor. Am 11. Dezember 1956 stimmte der Landtag von Nordrhein-Westfalen diesem Vorschlag zu. Dieser Tag gilt als Geburtsstunde der Einrichtung, der forschungspolitisch äußerst aktive Leo Brandt als ihr Gründer. Am 19. November 1957 wählte die Landesregierung aus mehreren möglichen Standorten den Staatsforst Stetternich im damaligen Kreis Jülich aus.
Am 1. April 1958 wurde das „Staatsneubauamt für die Atomforschungsanlage Nordrhein-Westfalen“ gegründet, am 11. Juni 1958 legte NRW-Ministerpräsident Fritz Steinhoff den Grundstein für den ersten Reaktor „MERLIN“, dessen Bauteile sodann aus England importiert wurden. Am 15. Dezember 1958 wurde die 1953 gegründete „Gesellschaft zur Förderung der kernphysikalischen Forschung e. V.“ (GFKF), deren Sitz Mitte 1958 von der Bundeshauptstadt Bonn in die Landeshauptstadt Düsseldorf verlegt worden war, zur Trägergesellschaft für das neue Forschungszentrum umgegründet. Von 1960 bis 1973 war der Physiker Max Pollermann Direktor des Zentralinstituts für Reaktorexperimente der Kernforschungsanlage Jülich. Zum 9. Februar 1961 erfolgte die Umbenennung der GFKF in „Kernforschungsanlage Jülich des Landes Nordrhein-Westfalen e. V.“ (KFA). Ebenfalls 1961 wurde nicht nur formal der Sitz von Düsseldorf nach Jülich verlegt, sondern auch faktisch siedelte die Verwaltungsabteilung der KFA von Düsseldorf nach Jülich über, außerdem nahmen auf dem Jülicher Campus die ersten Forschungsinstitute sowie die Zentralbibliothek ihren Betrieb auf. Feierlich eingeweiht wurde die Kernforschungsanlage am 28. September 1961 durch NRW-Ministerpräsident Franz Meyers; der Aufbau von Gebäuden und Personal dauerte jedoch noch einige Jahre an.
Am 5. Dezember 1967 unterzeichneten Bundesforschungsminister Gerhard Stoltenberg und NRW-Ministerpräsident Heinz Kühn den Vertrag zur Umwandlung in eine GmbH. Nach einer Übergangsphase sind die Gesellschafter-Anteile seit 1972 für die Bundesrepublik Deutschland 90 % und das Land Nordrhein-Westfalen 10 %. Wegen der Verlagerung der Forschungsaktivitäten weg von der Kernforschung hin zu einem breiten Spektrum naturwissenschaftlicher Grundlagenforschung trägt die Einrichtung seit 1990 den Namen „Forschungszentrum Jülich GmbH“.

### MERLIN und DIDO
1958 wurde der Grundstein für die Forschungsreaktoren MERLIN (FRJ-1) und DIDO (FRJ-2) gelegt, die 1962 in Betrieb gingen. 1985 wurde der Forschungsreaktor FRJ-1 wieder abgeschaltet. In den Jahren 2000 bis 2008 wurde er vollständig zurückgebaut. Der Forschungsreaktor FRJ-2 war ein Reaktor der DIDO-Klasse und wurde für Neutronenstreuexperimente genutzt. Betrieben wurde er von der Zentralabteilung für Forschungsreaktoren (ZFR). Der FRJ-2 war bis zur Inbetriebnahme der Forschungsneutronenquelle Heinz Maier-Leibnitz in Garching die stärkste deutsche Neutronenquelle und diente hauptsächlich der Durchführung von Streu- und Spektroskopie-Experimenten an kondensierter Materie. Er war vom 14. November 1962 bis zum 2. Mai 2006 in Betrieb. Mit der Gründung des Jülich Centre for Neutron Science (JCNS) im Jahr 2006 bleibt das Forschungszentrum Jülich ein nationales Kompetenzzentrum für Neutronenstreuung. Sechs der wichtigsten Instrumente wurden vom FRJ-2 an den FRM II im Süden Deutschlands verlegt; weitere Instrumente dort neu aufgebaut.

### AVR

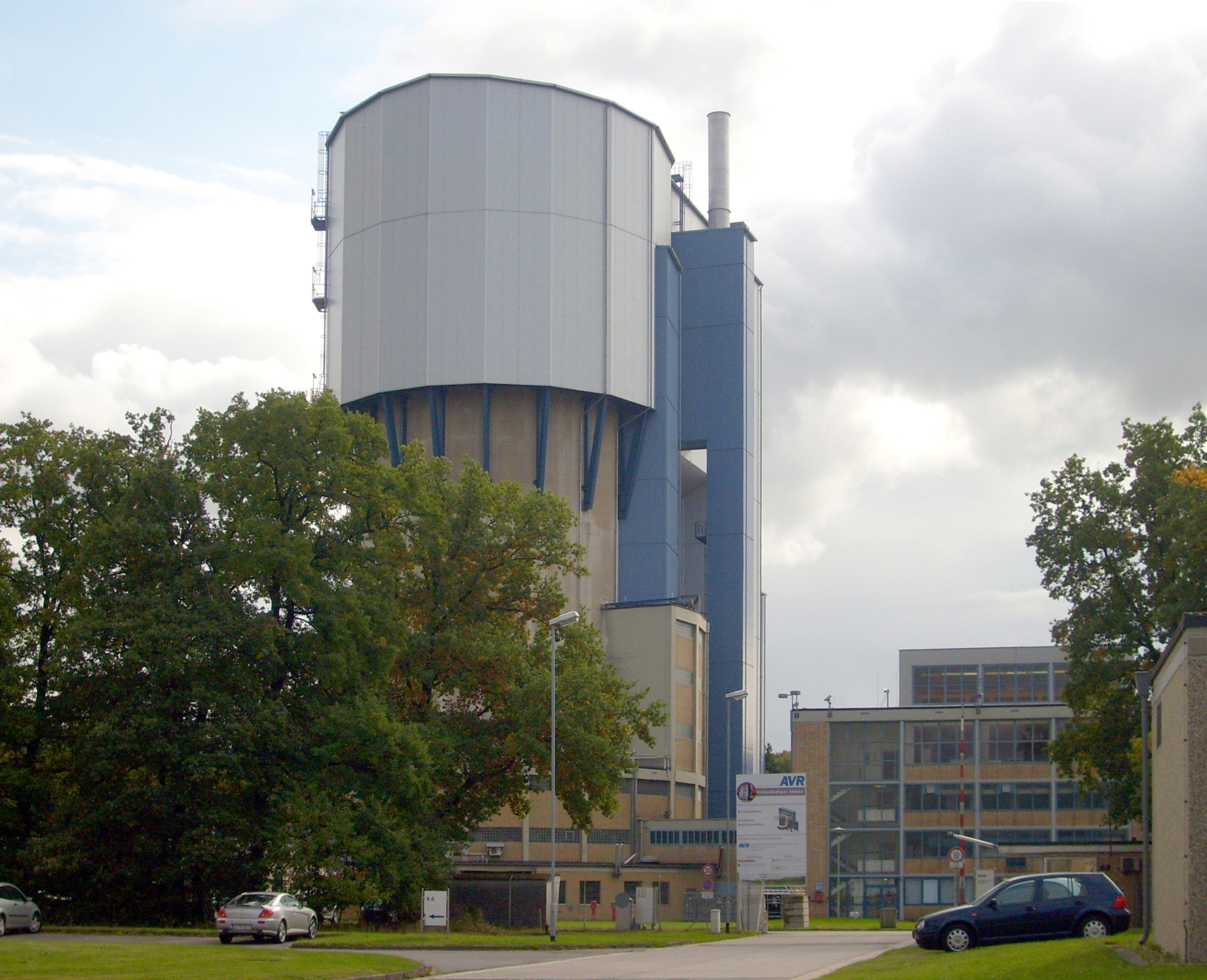
Stillgelegter AVR-Hochtemperaturreaktor

1956 wurde eine Interessengemeinschaft zur Bauvorbereitung des AVR ins Leben gerufen. 1959 wurde daraus die „Arbeitsgemeinschaft Versuchsreaktor GmbH“ (AVR GmbH), ein Konsortium aus 15 lokalen Elektrizitätsversorgern unter Führung der Stadtwerke Düsseldorf als Bauherr und Betreiber (weitere Gesellschafter u. a. Stadtwerke Aachen, Bonn, Bremen, Hagen, Hannover, München, Wuppertal). Die Machbarkeit und Funktionsfähigkeit eines gasgekühlten, graphitmoderierten Hochtemperaturreaktors zur Stromerzeugung sollte demonstriert werden. Gebaut wurde der AVR von August 1961 bis 1966 von BBC und Krupp, nachdem das Konsortium bereits im April 1957 den Konstruktionsauftrag und im Februar 1959 den Bauauftrag erhalten hatte. Die Baukosten beliefen sich auf rund 100 Mio. DM.
Der AVR wurde von der KFA Jülich wissenschaftlich betreut und mit Betriebskostenzuschüssen unterstützt, war aber formal unabhängig. 1967 nahm er den Betrieb auf und begann Strom ins öffentliche Netz zu liefern. Am 31. Dezember 1988 wurde der AVR abgeschaltet. Die Machbarkeit des Kugelhaufenreaktors wird unterschiedlich bewertet. Karl Strauss urteilte 2016, dass „der Betrieb der Anlage weitgehend problemlos verlief“. Die mittlere Verfügbarkeit betrug 60,4 %. Nach der Nuklearkatastrophe von Fukushima setzten das FZJ und die AVR GmbH eine unabhängige Expertengruppe ein, welche die Historie des AVR aufarbeitet und zu einer anderen Einschätzung kommt.
Die Expertengruppe stellt unter anderem fest, dass
- überhitzte Kernbereiche bereits 1977 vermutet wurden, und bemängelt, dass diesem Problem erst zehn Jahre später nachgegangen wurde
- es noch immer keine befriedigende Erklärung für die überhitzten Bereiche im AVR gibt
- die überhitzten Bereiche im AVR vermutlich zur hohen Kontamination des Reaktors geführt haben; sie hält den besonders starken Anstieg um 1976 für ungeklärt
- illegale Manipulationen des Reaktorschutzsystems während eines Wassereinbruchstörfalls 1978 stattgefunden haben

Ab Mitte der 1980er Jahre reduzierte die damalige Kernforschungsanlage ihre Arbeiten zur Weiterentwicklung des gasgekühlten Hochtemperaturreaktors.
Der AVR-Kugelhaufenreaktor wird bis heute zurückgebaut (siehe dessen Rückbau und Entsorgung). Problematisch erwies sich dabei insbesondere die starke Kontamination des Reaktorkerns mit radioaktiven Graphitstaubpartikeln. Ursächlich dafür war die Beschichtung der Brennstoffkügelchen aus Siliziumkarbid und porösem Kohlenstoff, die bei der hohen Temperaturentwicklung im Reaktorkern undicht wurde und radioaktive Spaltprodukte freigab. Das Konstruktionskonsortium BBC und Krupp hatte die im Reaktorkern herrschenden Temperaturen um 300 K zu gering berechnet. Das FZJ löste das Problem, indem es beschloss, den Reaktorkern mit Porenleichtbeton auszugießen, was die Staubpartikel bindet und den Reaktorkern stabilisiert. Der Sicherheitsforscher Rainer Moormann, der öffentlich auf die Graphitstaubkontamination hingewiesen hatte, wurde dafür mit dem Whistleblowerpreis 2011 ausgezeichnet. Der Bericht der vom FZJ und AVR GmbH eingesetzten unabhängigen Expertengruppe ein, nahm insbesondere zu den Publikmachungen Moormanns Stellung ein.

### Forschungsgebiete seit den 1960ern
Neben der Erforschung der Kernphysik und Kernenergie wurden bald nach der Gründung neue, nicht-nukleare Themen und Projekte aufgegriffen, wie z. B. die Umweltforschung und die Bodenforschung für die Landwirtschaft. Als eines der ersten Institute entstand das am 1. Mai 1961 eröffnete Institut für Biologie (Abteilung Botanik). Im Herbst 1961 wurde das Zentralinstitut für Angewandte Mathematik (ZAM) gegründet, eine damals ungewöhnliche Kombination eines mathematischen Instituts mit einem Rechenzentrum. Der Einstieg in die heutigen Neurowissenschaften begann 1964 mit der Gründung des Instituts für Nuklearmedizin und der Entwicklung von Radiotracern und deren Einsatz in bildgebenden Verfahren. Das Verständnis von Festkörpern war ein weiterer Schwerpunkt der Jülicher Forschung, der die Erforschung und Veränderung von Materialeigenschaften, zum Beispiel für neue Werkstoffe in der Energieforschung ermöglichte. Dazu entstand 1970 das Institut für Festkörperforschung.
In den folgenden Jahrzehnten erweiterte sich das Spektrum der Jülicher Forschung stetig in Richtung Lebenswissenschaften, Energie- und Umweltforschung, Materialwissenschaften und Informationstechnologien. 1977 entstand das Institut für Biotechnologie. 1981 startete das Großgerät TEXTOR als Jülicher Fusionsexperiment zur Erforschung der Kernfusionsreaktor-Technik auf dem Gebiet der Plasma-Wand-Wechselwirkungen. Die Anlage wurde Ende 2013 stillgelegt. 1993 ging der Teilchenbeschleuniger COSY, ein Kühlersynchrotron, in Betrieb. 1984 wurde am ZAM der Supercomputers CRAY X-MP als einer der schnellsten Rechner der Welt eingeweiht. Das ZAM war maßgeblich daran beteiligt, dass 1987 das erste nationale Höchstleistungsrechenzentrums (HLRZ) gegründet wurde. Aus dem ZAM entstand 2007 das heutige Jülich Supercomputing Centre, das mit JUWELS einen leistungsfähigen Supercomputer betreibt und europäischen Forscherinnen und Forschern zur Verfügung stellt.
Die neue wissenschaftliche Ausrichtung hatte 1990 eine Änderung des Namens in „Forschungszentrum Jülich GmbH“ (FZJ) zur Folge. Das Forschungszentrum ist Gründungsmitglied der damaligen Arbeitsgemeinschaft der Großforschungseinrichtungen (AGF, 1970), die sich 1995 in die Helmholtz-Gemeinschaft Deutscher Forschungszentren umwandelte. Im Jahr 2004 wurde das Ernst Ruska-Centre für Elektronenmikroskopie gegründet, das mit Transmissionselektronenmikroskopen ausgestattet ist. Die Boden- und Umweltforschung wurden mit der Klimaforschung verbunden. 2001 wurde die Atmosphären-Simulationskammer SAPHIR eingeweiht, 2004 die Pflanzenversuchsanlage Phytec. Die Zusammenarbeit mit der RWTH Aachen wurde 2007 durch die Gründung des JARA-Verbunds (Jülich Aachen Research Alliance) verstärkt. 2011 gründete das Forschungszentrum mit den Universitäten in Aachen, Bonn und Düsseldorf das Bioeconomy Science Centre (BioSc) als wissenschaftliches Kompetenzzentrum für nachhaltige Bioökonomie. Das FZJ ist zusammen mit den Universitäten Köln, Bonn und der RWTH Aachen im GeoVerbund ABC/J zusammengeschlossen. 2011 wurde das ESS-Kompetenzzentrum am Forschungszentrum Jülich gegründet, welches die deutschen Beiträge zur Europäischen Spallationsquelle ESS im schwedischen Lund koordiniert.

## Unternehmensstruktur
Das Forschungszentrum Jülich ist eine Gesellschaft mit beschränkter Haftung (GmbH) mit den Organen Gesellschafterversammlung, Aufsichtsrat und Vorstand. Die Gesellschafterversammlung setzt sich aus Mitgliedern der Gesellschafter Bund und Land Nordrhein-Westfalen zusammen. Seit Juli 2023 ist Astrid Lambrecht die Vorstandsvorsitzende. Dem Vorstand gehören weiter an: Stephanie Bauer (Stellvertretende Vorsitzende, seit 2025) und Peter Jansens (seit 2023). Gremien des Forschungszentrums sind der Wissenschaftliche Beirat („Scientific Advisory Council“) und der Wissenschaftlich-Technische Rat (WTR).

### Finanzierung
Das jährliche Budget des Forschungszentrums beträgt rund 800 Mio. Euro, davon 55 % institutionelle Förderung durch den Bund und das Land Nordrhein-Westfalen und 45 % Drittmittel, wobei letztere wiederum aus der Einwerbung von internationalen (EU-Förderung) und nationalen Projektförderungen (Bund, Land, DFG und sonstige), FuE- und Infrastrukturleistungen (Aufträge) sowie aus Projektträgerschaften im Auftrag der Bundesrepublik Deutschland und des Landes Nordrhein-Westfalen stammen.

### Personal
Das Forschungszentrum hat (Stand 2023) insgesamt 7248 Beschäftigte. Davon sind knapp 2.900 Wissenschaftlerinnen und Wissenschaftler, einschließlich rund 950 Doktorandinnen und Doktoranden. Sie arbeiten in Natur-, Lebens- und Technikwissenschaften in den Bereichen Information, Energie und Bioökonomie. Fast 940 Menschen arbeiteten im Bereich Administration und Service, etwa 1500 Personen für den Projektträger Jülich und knapp 1600 als technisches Personal. In 23 Berufen gibt es fast 300 Auszubildende und Praktikanten. Im Jahr 2020 forschten 1217 Gastwissenschaftlerinnen und Gastwissenschaftler aus 79 Ländern im Forschungszentrum Jülich.

### Ausgezeichnete Mitarbeiterinnen und Mitarbeiter
Am 10. Dezember 2007 wurde Peter Grünberg vom Forschungszentrum Jülich zusammen mit dem Franzosen Albert Fert von der Université Paris-Sud für die – voneinander unabhängige – Entdeckung des GMR-Effekts mit dem Nobelpreis für Physik in Stockholm ausgezeichnet. Dies war der erste Nobelpreis für einen Mitarbeiter des Forschungszentrums Jülich und der Helmholtz-Gemeinschaft. Zuvor hatte Peter Grünberg 1998 den Deutschen Zukunftspreis und gemeinsam mit Albert Fert 2007 den Japan-Prize sowie den israelischen Wolf-Preis für Physik erhalten. Den Wolf-Preis (2011) und den japanischen Honda-Preis im Jahr 2008 erhielten auch Knut Urban vom Forschungszentrum Jülich, Maximilian Haider von der CEOS GmbH, Heidelberg und Harald Rose von der Technischen Universität Darmstadt für den Durchbruch in der Elektronenmikroskopie. 2002 erhielten Maria-Regina Kula und Martina Pohl für die Entwicklung von biologischen Katalysatoren den Deutschen Zukunftspreis.

### Ausbildung und Lehre am Forschungszentrum Jülich
2020 wurden im Forschungszentrum über 300 Menschen in 23 Berufen ausgebildet. In Kooperation mit der RWTH Aachen und der Fachhochschule Aachen existieren ebenfalls kombinierte Ausbildungs- und Studiengänge. Den Absolventen wird nach bestandener Prüfung eine Beschäftigung bis zu einem halben Jahr im erlernten Beruf angeboten. Mehr als 5000 Auszubildende schlossen seit der Gründung ihre Ausbildung am Forschungszentrum in mehr als 25 Berufen erfolgreich ab.
Die Institutsdirektoren am Forschungszentrum selbst werden nach dem sogenannten „Jülicher Modell“ in einem gemeinsamen Berufungsverfahren mit dem Land Nordrhein-Westfalen auf eine Professur an eine der benachbarten Universitäten berufen (z. B. Aachen, Bonn, Köln, Düsseldorf, Bochum, Duisburg-Essen, Münster). In Zusammenarbeit mit den Universitäten wurden sogenannte Graduate und Research schools gegründet (zum Beispiel „International Helmholtz Research School of Biophysics and Soft Matter“ mit den Universitäten Köln und Düsseldorf), um die interdisziplinäre wissenschaftliche Ausbildung von Doktorandinnen und Doktoranden zu fördern.

## Forschungsfelder und Aktivitäten

### Forschungsbereiche
Das Forschungszentrum Jülich gruppiert seine Forschungsaktivitäten in drei interdisziplinäre strategische Forschungsbereiche: Energie, Information und Bioökonomie.

#### Information
Im Schwerpunkt Information wird untersucht, wie Informationen in biologischen und technischen Systemen verarbeitet werden. Die Forschenden beschäftigen sich mit Simulations- und Datenwissenschaften des High-Performance Computing (HPC) bzw. Supercomputing, Hirnforschung und Forschung zu den bio- und nanoelektronikbasierten Informationstechnologien, das heißt sie versuchen Erkenntnisse über die biologische Informationsverarbeitung auf die technische Systeme zu übertragen. Im Bereich des Supercomputings entwickelt und betreibt das FZJ eigene Supercomputer (s. Abschnitt Forschungsinfrastrukturen), die für Simulationsrechnungen genutzt werden können. Auch die Hirnforschung greift auf diese Anlagen zurück. Gegenstand der Hirnforschung in Jülich ist die Aufklärung der molekularen und strukturellen Organisation des Gehirns, um auch Erkrankungen wie die Alzheimer-Demenz besser zu verstehen. Die Forschung findet in Kooperation mit den umliegenden Universitätskliniken in Köln, Aachen und Düsseldorf statt.
Mit dem Forschungsbereich Information ist die Erforschung von Quantentechnologien verbunden. Dazu gehört die Arbeit an Quantencomputern, wobei in Jülich Bauteile, Konzepte und Prototypen für Quantencomputer entwickelt werden. Das Forschungszentrum Jülich kooperierte mit Google bei der Entwicklung des Quantencomputers Sycamore und wird im Rahmen des Projekts OpenSuperQ Standort des ersten universellen Quantencomputers aus europäischer Entwicklung.

#### Energie
Die Energieforschung des FZJ zielt auf ein Energiesystem ab, das auf erneuerbaren Energien beruht. Zentral für diesen Forschungsbereich ist das Institut für Energie- und Klimaforschung (IEK), dessen 14 Institutsbereiche in Kooperation mit anderen Instituten verschiedenen Aufgaben verschrieben sind. Zu den Forschungsschwerpunkten gehören Photovoltaik, Brennstoffzellen, Wasserstoff als Energieträger, die Forschung an Batterien und neuen Methoden der Energiespeicherung, sowie Verfahren zur Effizienzsteigerung fossiler Energien. Im Kontext der Umsetzbarkeit der Energiewende erforscht und modelliert das FZJ Energiesysteme. Das Institut beteiligt sich mit seiner Materialforschung auch an der Entwicklung von Kernfusionsreaktoren (wie dem ITER oder Wendelstein 7-X). Im Bereich der Energieerzeugung durch Kernspaltung („Atomenergie“) forscht das FZJ heute nur noch an der Entsorgung der nuklearen Abfallprodukte. Zwei Institutsbereiche des IEK sind in der Atmosphären- und Klimaforschung aktiv, wobei es vor allem um die Wechselwirkungen zwischen menschlicher Aktivität, Luftqualität und Klima geht, sowie um die Verbesserung von Klima- und Atmosphärenmodellen in Kooperation mit dem Supercomputerzentrum des Forschungszentrums.
Innerhalb der Helmholtz-Gemeinschaft ist das FZJ mit 265 Vollzeitstellen (2019) der größte Standort für die Erforschung von Wasserstofftechnologien. Geforscht wird an der Produktion, der Umwandlung und der Speicherung (z. B. in flüssigen Medien, Liquid Organic Hydrogen Carriers) von Wasserstoff, sowie an der Infrastruktur einer Wasserstoffwirtschaft.

#### Nachhaltige Bioökonomie
Als Bioökonomie wird das Konzept einer Wirtschaftsform bezeichnet, die auf nachhaltig genutzten biologischen Ressourcen, bspw. Pflanzen, Tieren und Mikroorganismen, basiert. Für die Notwendigkeit einer Bioökonomie wird vor dem Hintergrund der Endlichkeit der Erdölreserven, auf denen viele industrielle und Alltagsprodukte basieren, dem menschengemachten Klimawandel und dem weiteren Wachstum der Weltbevölkerung argumentiert. Im Forschungsbereich Nachhaltige Bioökonomie des FZJ wird zum Wandel von einer erdölbasierten hin zu einer Bioökonomie geforscht. Diese Forschung findet im Feld der Biotechnologie statt, um industriell oder pharmazeutisch genutzte Grundstoffe biotechnologisch aus nachwachsenden Rohstoffen herstellen zu können. In der Pflanzenforschung geht es um Fragen der landwirtschaftlichen Ertragoptimierung und der Nutzbarkeit von Pflanzen als Treibstoffe. Als drittes Forschungsfeld gibt das FZJ die Erforschung der chemischen und physikalischen Prozesse des Bodens an.

### Strukturwandel im Rheinischen Braunkohlerevier
Dem Rheinischen Braunkohlerevier, in dem das FZJ liegt, steht durch den Ausstieg aus der Kohleverstromung ein bedeutender Strukturwandel bevor. Nach dem Willen der nordrhein-westfälischen Landesregierung soll die Gegend zu einer „europäischen Modellregion für Energieversorgungs- und Ressourcensicherheit“ werden. Das FZJ soll durch Forschungsprojekte dazu beitragen, dass die Region den Wandel bewältigt. Zu diesen Projekten gehören der Anbau neuartiger Pflanzen und Projekte zu nachhaltiger Landwirtschaft, in der Wasserstoffwirtschaft und Kooperationen des Schwerpunktes Information mit der Wirtschaft, beispielsweise im Bereich Künstliche Intelligenz oder Datenanalyse. Dadurch soll ein Standortvorteil für innovative Unternehmen entstehen.

## Forschungsinfrastrukturen
Das Forschungszentrum Jülich betreibt zahlreiche Forschungsinfrastrukturen, die internen und auch externen Nutzern zur Verfügung stehen. Das Forschungszentrum koordiniert und beteiligt sich an mehreren Forschungsinfrastrukturen der ESFRI-Roadmap, die strategisch bedeutende Anlagen und Plattformen in der EU identifiziert. Darunter fallen etwa die neurowissenschaftliche Digitalplattform EBRAINS, das EMPHASIS-Projekt zur Pflanzenphänotypisierung, die Koordination des europäischen Superrechner-Verbunds PRACE oder die IAGOS-Kooperation zur Erforschung der Erdatmosphäre mithilfe von Instrumenten an Linienflugzeugen. Das Ernst Ruska-Centrum 2.0 für höchstauflösende Elektronenmikroskopie und der deutsche Beitrag der Europäischen Forschungsinfrastruktur für Aerosol, Wolken und Spurengase (ACTRIS-D) sind seit 2019 Teil der Nationalen Roadmap, mit der das Bundesministerium für Bildung und Forschung (BMBF) strategisch und forschungspolitisch wichtige Infrastrukturprojekte priorisiert.

### Helmholtz Nano Facility
Die Helmholtz Nano Facility (HNF) ist eine Anlage mit 1100 m² Reinraum der Klassen ISO 1–3. Die HNF ist eine zentrale Technologieplattformen für die Herstellung von Nanostrukturen und Schaltungen in der Helmholtz-Gemeinschaft. Schwerpunkte der Arbeiten liegen in den Bereichen „Green Mikrochips/Computing“, Quantencomputing und Neuromorphic Computing, Bioelektronik sowie Mikrofluidik.

### Ernst Ruska-Centrum
Das Ernst Ruska-Centrum für Mikroskopie und Spektroskopie mit Elektronen (ER-C) wurde vom Bundesministerium für Bildung und Forschung (BMBF) als nationale Forschungsinfrastruktur für höchstauflösende Elektronenmikroskopie ausgewählt. Die bereitgestellten und weiterentwickelten elektronenoptischen Instrumente sind auch externen Wissenschaftlern und Unternehmen zugänglich und ermöglichen es, Strukturen auf atomarer und molekularer Ebene zu untersuchen. Mit PICO steht dafür ein Elektronenmikroskop zur Verfügung, das die Linsenfehler der sphärischen und chromatischen Aberration korrigieren kann.

### Atmosphären-Simulationskammer SAPHIR

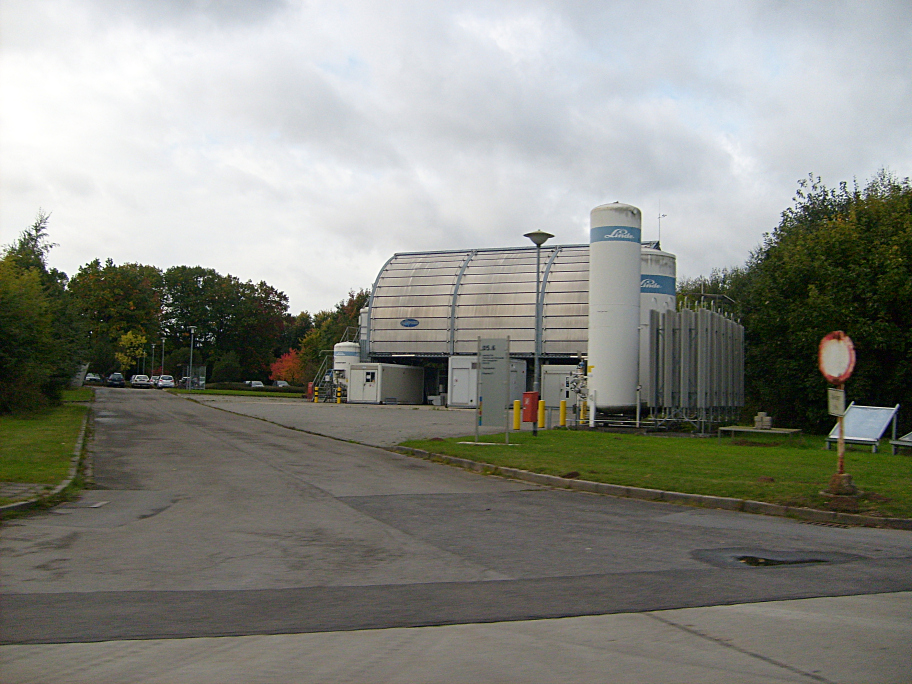
Simulation Atmosphärischer Photochemie in einer großen Reaktionskammer

In der 20 Meter langen SAPHIR-Kammer (Simulation Atmosphärischer PHotochemie In einer großen Reaktionskammer) untersucht der Bereich Troposphäre (IEK-8) des Institut für Energie- und Klimaforschung (IEK) photochemische Reaktionen in der Erdatmosphäre.

### Jülich Plant Phenotyping Center
Das Jülich Plant Phenotyping Center (JPPC) ist eine international führende Einrichtung zur Entwicklung und Anwendung von nicht-invasiven Techniken zur Quantifizierung von Struktur und Funktion von Pflanzen. Am JPPC wird sowohl Technologie-Entwicklung betrieben als auch phänotypische Untersuchungen auf mechanistischer Ebene, im Hochdurchsatz und im Feld durchgeführt.

### Supercomputer
Das Jülich Supercomputing Centre (JSC) am Forschungszentrum betreibt Superrechner der höchsten Leistungsklasse und geht zurück auf das erste deutsche Höchstleistungsrechenzentrum, das 1987 in Jülich gegründet wurde. Für die Supercomputer wurde 2003 eine neue 1000 m² große Maschinenhalle neben dem Jülich Supercomputer Centre errichtet. Gemeinsam mit dem Höchstleistungsrechenzentrum in Stuttgart (HLRS) und dem Leibniz-Rechenzentrum (LRZ) in Garching bei München bildet das JSC das Gauss Centre for Supercomputing (GCS), das die drei leistungsstärksten Rechenzentren Deutschlands unter einem Dach vereint. Darüber hinaus koordiniert das JSC den Aufbau des europäischen Supercomputer-Verbunds PRACE. Leiter des JSC ist der Physiker und Computerwissenschaftler Thomas Lippert.

#### JUPITER (ab 2023)
JUPITER steht für „Joint Undertaking Pioneer for Innovative and Transformative Exascale Research“.
Am 15. Juni 2022 wurde die Entscheidung bekanntgegeben, dass der erste 
europäische Superrechner mit mehr als einem Exaflop (1 Trillion Rechenoperationen pro Sekunde) nach Jülich kommt. Die Kosten von 500 Millionen Euro werden zur Hälfte von der europäischen Supercomputing-Initiative EuroHPC JU und zur anderen Hälfte vom Bundesministerium für Bildung und Forschung und dem Ministerium für Kultur und Wissenschaft des Landes Nordrhein-Westfalen getragen. Die modulare Bauweise ermöglicht die spätere Integration von Quantencomputer-Modulen oder neuromorphen Modulen. Die mittlere Leistung von bis zu 15 Megawatt soll mit Ökostrom erbracht werden. Die Abwärme kann als Fernwärme für Heizungen verwendet werden.

### Medizinische Bildgebung
Das Institut für Neurowissenschaften und Medizin (INM) entwickelt und nutzt Methoden der medizinischen Bildgebung mittels MRT und PET für klinische Anwendungen sowie zur Erforschung neurologischer, neuropsychologischer und psychologischer Fragestellungen. Die Ausstattung umfasst einen kombinierten 3-Tesla- und 9,4-Tesla-MRT-PET-Tomografen sowie jeweils ein 7-Tesla-, 4-Tesla- und 3-Tesla-MRT-System.

### Forschung mit Neutronen
Das Forschungszentrum Jülich ist ein nationales Kompetenzzentrum für Neutronenstreuung. Wenige Monate vor der Abschaltung der anfänglichen Neutronenquelle, des Jülicher Forschungsreaktors FRJ-2, im Jahr 2006 wurde das Jülich Centre for Neutron Science (JCNS) gegründet, das Instrumente an verschiedenen Neutronenquellen weltweit betreibt. Sechs der wichtigsten Instrumente wurden vom FRJ-2 an den FRM II verlegt; weitere Instrumente dort neu aufgebaut. Daneben betreibt das JCNS Außenstellen am Institut Laue-Langevin (ILL) in Grenoble und an der Spallation Neutron Source (SNS) in Oak Ridge. Zusätzlich ist der Betrieb von Instrumenten an der Europäischen Spallationsneutronenquelle ESS, die sich derzeit im schwedischen Lund im Aufbau befindet, sowie an zukünftigen hochbrillanten beschleunigergetriebenen Neutronenquellen (HBS) geplant. Die Instrumente stehen einem großen Nutzerkreis zur Verfügung, beispielsweise zur Erforschung von Energiematerialien und medizinischen Wirkstoffen oder zur Analyse von Proteinstrukturen und magnetischen Materialien.

### Jülich Synchrotron Radiation Laboratory (JSRL)
Die Forschung innerhalb des Jülich Synchrotron Radiation Laboratory (JSRL) reicht von der Grundlagenforschung über die Materialwissenschaft bis hin zur Entwicklung von Gerätetechnik. Das JSRL ergänzt damit die Instrumente, die das JCNS an verschiedenen Neutronenquellen betreibt, und die Elektronenmikroskope des ER-C.
An mehreren Synchrotronquellen betreibt das Jülicher Peter Grünberg Institut (PGI) Photoemissions-, Spektroskope und Photoemissions-Elektronenmikroskope. Die Einrichtungen bieten eine Plattform für Grundlagenforschung im Bereich der Nanoelektronik, Quanten und Energiematerialien. Forschungsstandorte sind unter anderem:
- BL5 U-250-PGM bei DELTA (Dortmund)
- UE56/1-SGM bei BESSY (Berlin)
- MuCAT bei APS (Argonne, USA)
- JUSIFA bei HASYLAB (Hamburg).

### EBRAINS
EBRAINS ist eine europäische digitale Forschungsinfrastruktur, die im Rahmen des EU-finanzierten Human Brain Project (HBP) geschaffen wurde. Das Forschungszentrum Jülich unterstützt die Infrastruktur mit Rechenkapazitäten für Simulationen und Big-Data-Analysen. Ziel ist, die Hirnforschung zu fördern sowie die Umsetzung der wissenschaftlichen Erkenntnisse auf diesem Gebiet in vom Gehirn inspirierten Innovationen in Computing, Medizin und Industrie.

### EMPHASIS
Die „European Infrastructure for Multi-Scale Plant Phenomics and Simulation for Food Security“ in a Changing Climate (EMPHASIS) ist eine gesamteuropäische, verteilte Infrastruktur für die Pflanzenphänotypisierung. Ziel der vom Forschungszentrum Jülich koordinierten EU-Plattform ist es, das das äußere Erscheinungsbild von Pflanzen, den Phänotyp, beispielsweise die Wurzelarchitektur oder die Anzahl der Blätter, zu analysieren und zu vermessen. EMPHASIS verknüpfte Informationssysteme zur Datenerfassung mit mathematischen Modellen und unterstützte so Wissenschaftlerinnen und Wissenschaftler dabei, Pflanzen für eine nachhaltige europäische Agrarwirtschaft in verschiedenen Umgebungen zu untersuchen, um eine effizientere Pflanzenproduktion in einem sich wandelnden Klima zu ermöglichen. Der Aufbau der Plattform wurde mit EU-Mitteln in Höhe von 4 Mio. EUR gefördert.

### Biomolekulares NMR-Zentrum

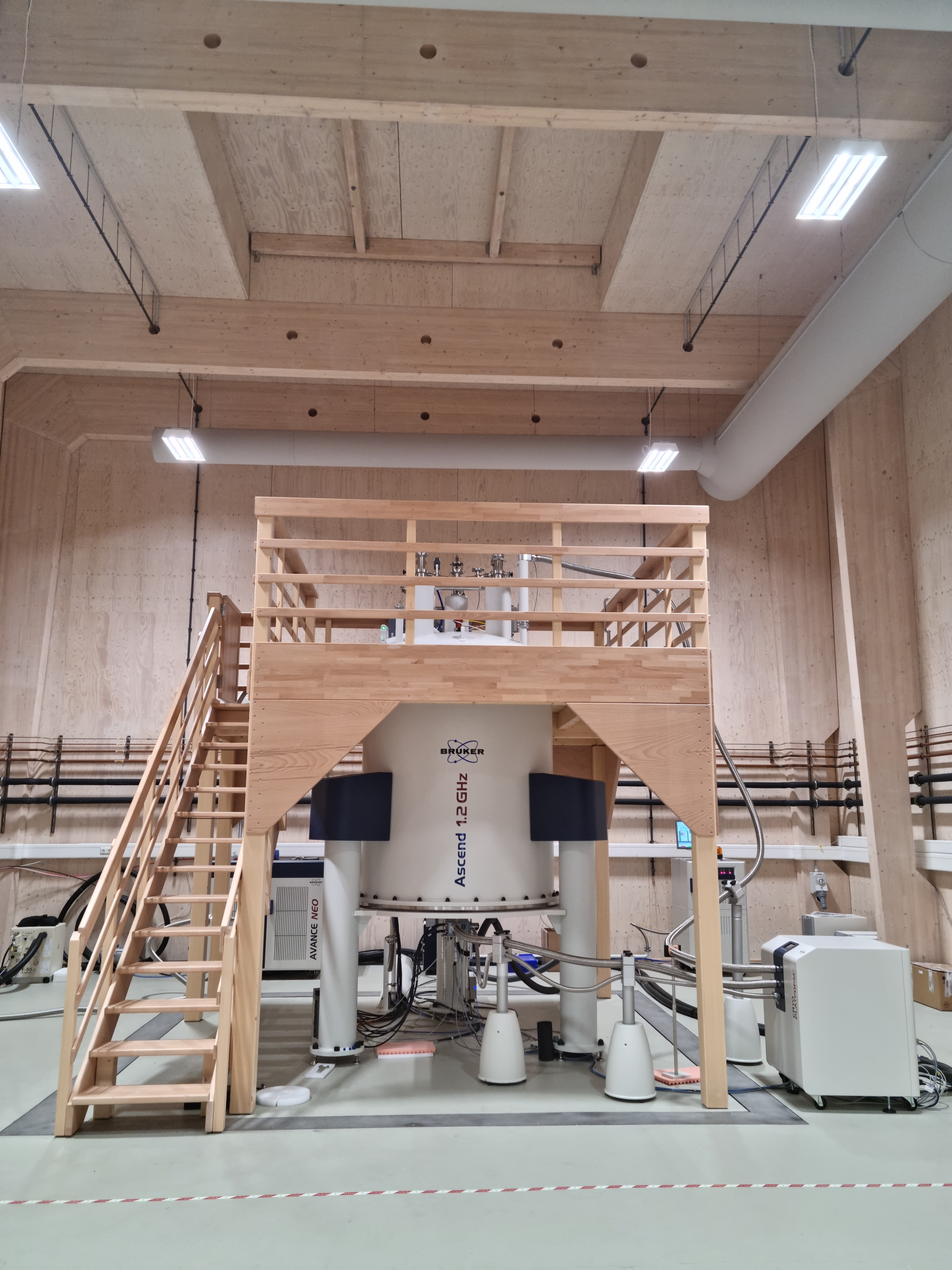
1,2-GHz-NMR-Spektrometer in Jülich.

Das Biomolekulare NMR-Zentrum Institut für Biologische Informationsprozesse (Strukturbiochemie) des Forschungszentrums Jülich und des Instituts für Physikalische Biologie der Heinrich-Heine-Universität Düsseldorf erforscht mit Höchst- und Hochfeld-NMR-Spektrometern für Flüssig- und Festkörper-NMR-Spektroskopie biologisch und medizinisch relevante Proteine, wie beispielsweise die Bestimmung der hochaufgelösten dreidimensionalen Struktur. Des Weiteren wird mit dieser Technik die strukturelle Basis der Affinität und Spezifität dieser Makromoleküle in Interaktion mit Wirtszellproteinen und artifiziellen Liganden untersucht.
Das Biomolekulare NMR-Zentrum verfügt über ein 900 MHz-NMR-Spektrometer für Flüssig-NMR-Spektroskopie, ein 800 MHz-NMR-Spektrometer für Flüssig- und Festkörper-NMR-Spektroskopie, ein 700 MHz-NMR-Spektrometer für Flüssig-NMR-Spektroskopie, zwei 600 MHz-Geräte für Flüssig-NMR-Spektroskopie sowie ein weiteres 600 MHz NMR-Spektrometer für Festkörper-NMR-Spektroskopie. Ein neuartiges DNP-verstärktes 600-MHz-NMR-Spektrometer wurde 2014 installiert.

### Membranzentrum
Das Membranzentrum des Forschungszentrums Jülich bietet auf einer Nutzfläche von rund 1.550 Quadratmetern eine Forschungsinfrastruktur zur Entwicklung von Membransystemen, welche das gesamte Spektrum von der Fertigung der benötigten Materialien, über die Charakterisierung mit Analysegeräten bis hin zu Tests von Modulen und Komponenten abdeckt. Im Fokus steht die Entwicklung neuartiger Membransysteme in der Energietechnik, die Klimagase aus Abgasen abtrennen und als Basis für neuartige Festoxid-Brennstoffzellen und Festkörperbatterien zum Einsatz kommen.

## Weitere Forschungsprojekte

### CLaMS – Atmosphärenmodelle für die Klimaforschung
Das Verständnis der chemischen Prozesse in der Atmosphäre bildet die Grundlage für zahlreiche Klimamodelle. Umweltforscher des Forschungszentrum Jülich untersuchen die Chemie der Atmosphäre mit Flugzeugen, Ballons und Satelliten und erstellen daraus chemische Modelle wie z. B. das CLaMS (Chemical Lagrangian Model of the Stratosphere), die in Simulationen auf Supercomputern zum Einsatz kommen. Diese Atmosphärensimulation ist in Fortran 90 geschrieben und modelliert den Ozonabbau in der nördlichen Stratosphäre. Die Ansteuerung erfolgt mit Shellprogrammen und die Visualisierung mit IDL.

### MEM-BRAIN – Kohlendioxidabtrennung
Mit seinen Forschungspartnern entwickelt das Forschungszentrum Jülich keramische Membranen. Sie könnten in Kraftwerken als Filter eingesetzt werden, um Prozessgase zu trennen und auch Kohlendioxid effektiv zurückzuhalten.

### UNICORE – einfacher Zugriff auf Computerleistung
Rechen- und Speicher-ressourcen sind oftmals auf mehrere Computersysteme, Rechenzentren oder sogar Länder verteilt. Industrie und Wissenschaft benötigen also Werkzeuge für den einfachen und sicheren Zugriff auf diese Ressourcen. UNICORE aus Jülich ist ein Grid-basiertes Werkzeugpaket. Die aktuelle Version UNICORE 6 ist Web-Services basiert (WS-RF) und implementiert Grid-Standards des OGF.

### Pflanzenexperimentier-Anlage PhyTec
Seit 2003 steht ein Gewächshaus mit modernster Technik zur Verfügung. Maximale Transparenz der Scheiben von über 95 % im Bereich des pflanzenrelevanten Lichtspektrums wird durch eine spezielle Glasart und Antireflex-Beschichtung erreicht. Zusätzlich dringt auch UV-B durch die Scheiben. Die CO2-Konzentration in zwei Abteilen kann erhöht und verringert werden, die Luftfeuchtigkeit kann variiert werden, die Temperatur kann auch im Sommer bei voller Einstrahlung auf 25 °C gehalten werden. Der Bereich Phytosphäre (ICG-III) des Instituts für Chemie und Dynamik der Geosphäre (ICG) simuliert hier verschiedene Klimaszenarien und untersucht deren Einfluss auf pflanzliche Schlüsselprozesse wie Wachstum, Transport, Austauschprozesse mit Atmosphäre und Boden sowie auf biotische Interaktionen.

### Meteorologie
Zum Forschungszentrum Jülich gehört auch ein 124 Meter hoher Stahlfachwerkmast für meteorologische Messungen. Er ist in 10, 20, 30, 50, 80, 100 und 120 Metern Höhe mit Plattformen ausgestattet, welche Messgeräte tragen. Der 1963/64 errichtete Messmast ist eine dreieckige Stahlfachwerkkonstruktion.

## Ehemalige Forschungsaktivitäten

### Frühere Supercomputer

#### IBM p690-Cluster „Jump“ (2004)
Der massiv-parallele Supercomputer IBM p690-Cluster Jump ging Anfang 2004 in Betrieb. Mit 1312 Power4+ 2C-1,7-GHz-Prozessoren (41 Knoten mit je 32 Prozessoren) und einem Hauptspeicher von 5 Terabyte (128 Gigabyte pro Knoten) erbrachte der Rechner eine Maximalleistung von 5,6 Teraflops und war damit zum Zeitpunkt seiner Einrichtung auf Platz 30 der leistungsstärksten Rechner der Welt. Die Knoten waren durch einen High-Performance-Switch (HPS) miteinander verbunden. Anwendungen hatten über ein globales paralleles Dateisystem Zugriff auf über 60 Terabyte Speicherplatz und einen integrierten Bandspeicher mit einer Kapazität von einem Petabyte. Betrieben wurde der IBM-p690-Cluster Jump unter dem Betriebssystem AIX 5.1. 2008 wurde das System übergangsweise durch IBM Power6 p6 575 ersetzt, bis JuRoPA in Betrieb ging.

#### Jülicher BlueGene/L-Superrechner (JUBL, 2006)
Der 2006 eingeweihte JUBL gilt als Vorgänger des JUGENE und wurde nach dessen erfolgreicher Installation Mitte 2008 außer Betrieb genommen.

#### Jülicher BlueGene/P-Superrechner (JUGENE, 2008)
Am 22. Februar 2008 wurde der auf IBMs BlueGene/P-Architektur basierende massiv-parallele Supercomputer JUGENE in Betrieb genommen. Zeitweilig war er der schnellste Rechner Europas und der schnellste zivile Rechner der Welt. 2012 wurde er durch JUQUEEN ersetzt.

#### HPC-FF und JuRoPA (2009)
Am 26. Mai 2009 wurden die beiden Rechner HPC-FF und JuRoPA in Betrieb genommen. Beide Rechner ließen sich für spezielle Aufgaben zusammenschalten und erbrachten zusammen 274,8 Teraflops mit Linpack, das entsprach damals Platz 10 weltweit. Als Betriebssystem war SUSE Linux Enterprise Server im Einsatz. 2009 waren somit drei Supercomputer im Einsatz. Im Juni 2015 wurden beide Computer abgeschaltet und durch JURECA ersetzt.
- HPC-FF – Ein von Bull gebauter Rechner für die Fusionsforschung mit 1080 Cluster-Knoten mit je zwei Xeon-Quad-Core-Prozessoren (Xeon X5570, 2,93 GHz)
- JuRoPA von Sun gebaut, mit 4416 Xeon-X5570-Prozessoren (2208 Prozessornodes).

#### JUQUEEN (2012)
Der Supercomputer mit der Bezeichnung JUQUEEN konnte 2012 in Betrieb genommen werden. Er hat eine Spitzenleistung von 5,9 Petaflops und war bei Inbetriebnahme der schnellste Supercomputer Europas.

#### JURECA (2015)
Der Superrechner JURECA löste im Jahr 2015 JUROPA ab und wurde 2017 durch ein GPU-basiertes Booster-Modul erweitert. JURECA war damit der weltweit erste Superrechner mit einer modularen Architektur, der in den produktiven Rechenbetrieb ging. Das System erreichte mit einer Rechenleistung von 3,78 Petaflops den 29. Platz auf der TOP500-Liste vom November 2017. Von Herbst 2020 bis Anfang 2021 wurde das JURECA-Cluster-Modul durch das Rechenmodul JURECA-DC ersetzt, das für die Verarbeitung großer Datenmengen ausgelegt ist und die Spitzenleistung auf 23,5 Petaflops erhöhte.

#### JUWELS (2018)
Der Superrechner JUWELS (Jülich Wizard for European Leadership Science) ging im Jahr 2018 in Betrieb und wurde 2020 durch ein GPU-basiertes Booster-Modul erweitert. Zusammen kommen Cluster- und Booster-Modul auf eine Spitzenleistung von 85 Billiarden Rechenoperationen pro Sekunde (85 Petaflops). Damit war JUWELS im Jahr 2020 der leistungsfähigste Computer in Europa. Das JUWELS-Booster war bei seiner Einführung zudem das energieeffizienteste System unter den 10 leistungsfähigsten Rechnern der Welt.

### Tokamak TEXTOR
TEXTOR war ein Tokamak-Experiment für technologieorientierte Forschung 
 (Tokamak EXperiment for Technology Oriented Research) auf dem Gebiet der Plasma-Wand-Wechselwirkungen, das vom Institut für Energie- und Klimaforschung, Bereich Plasmaphysik (IEK-4) im Forschungszentrum betrieben wurde. Die Anlage wurde Ende 2013 stillgelegt. Konstruiert wurde sie in den Jahren ab 1976, eingeweiht wurde sie 1983.
TEXTOR diente der Erforschung der Kernfusionsreaktor-Technik. Hierzu wird in Experimenten Wasserstoff und Deuterium auf bis zu 50 Millionen Grad aufgeheizt, so dass sie in vollionisierter Form (Protonen, Elektronen), als Plasma, vorliegen. Die Erforschung der Wechselwirkung dieses Plasmas mit den umgebenden Wänden war eine der Aufgaben dieses Experiments. Die Erkenntnisse dienten der Vorbereitung des nächsten großen Schrittes, des Versuchsreaktors ITER, an dessen Bau im südfranzösischen Cadarache das Forschungszentrum Jülich mitarbeitet.

### NACOK Entwicklung und Sicherheitsforschung für Kugelhaufen-Hochtemperaturreaktoren
Die Auswirkungen eines angenommenen Lecks im Druckbehälter eines zukünftigen Kugelhaufen-Hochtemperaturreaktors, wie er in Jülich unter Rudolf Schulten entwickelt wurde, werden mit dem Großversuchsstand NACOK 
 (Naturzug im Core mit Korrosion) im IEF-6 in Kooperation mit RWTH Aachen untersucht. Diese Testanlage hat einen über 7 m hohen Versuchskanal, der bis auf 1200 °C aufgeheizt werden kann, und ein ebenfalls beheizbares Rückführrohr. Die Ergebnisse werden für die Bestätigung thermohydraulischer Rechenprogramme eingesetzt.
Experimente wurden für die südafrikanische Reaktorbaufirma PBMR, für die EU im Rahmen des Projektes RAPHAEL sowie 2010–2011 gefördert vom Land NRW ausgeführt. Seit 2012 fördert das Bundeswirtschaftsministerium NACOK-Untersuchungen zur Staubbildung in Kugelhaufenreaktoren im Normalbetrieb. Nach längerer öffentlicher Diskussion über den Sinn der HTR-Forschung im FZJ beschloss der Aufsichtsrat im Mai 2014, die HTR-Forschung Ende 2014 zu beenden und NACOK stillzulegen.

### Kühlersynchrotron COSY
COSY (Cooler Synchrotron) war ein Teilchenbeschleuniger (Synchrotron) und Speicherring (Umfang: 184 m) zur Beschleunigung von Protonen und Deuteronen, der vom Institut für Kernphysik (IKP) im Forschungszentrum bis zum Oktober 2023 betrieben wurde.
COSY zeichnete sich durch die so genannte Strahlkühlung aus, bei der die Abweichung der Teilchen von ihrer vorgegebenen Bahn (kann auch als Wärmebewegung der Teilchen aufgefasst werden) durch Elektronen- bzw. stochastische Kühlung reduziert wird. An COSY gab es mehrere Experimentiereinrichtungen für Untersuchungen im Bereich der Hadronenphysik. Den letzten Forschungsschwerpunkte bildete dabei die Untersuchung des elektrischen Dipolmoments von Protonen, die Suche nach axionartiger Dunkler Materie, der Test von Komponenten und Methoden für die geplante Facility for Antiproton and Ion Research sowie vorbereitende Experimente zum Aufbau einer beschleunigerbasierten Neutronenquelle. Vorherige Schwerpunktexperimente wie das Magnetspektrometer ANKE, das Flugzeitmassenspektrometer TOF und der Universaldetektor WASA, dessen Umzug vom Speicherring CELSIUS des The Svedberg Labors (TSL) in Uppsala zu COSY 2005 durchgeführt wurde, wurden stillgelegt und zum größten Teil abgebaut. Das Synchrotron wurde von Wissenschaftlerinnen und Wissenschaftlern aus deutschen und ausländischen Forschungseinrichtungen an internen und externen Experimentierplätzen genutzt und gehörte zu den Forschungsgeräten der Verbundforschung des Bundesministeriums für Bildung und Forschung.
Als Injektor für den COSY diente das Zyklotron „JUelich Light Ion Cyclotron“ JUELIC. Dieses stand bereits seit Mitte der 1960er Jahre für Experimente mit leichten Ionen bereit und wurde im Zuge des Baus von COSY zwischen 1989 und 1992 umfangreich überarbeitet.

## Institute
Ernst-Ruska-Centrum für Mikroskopie und Spektroskopie mit Elektronen (ER-C)
- Physik Nanoskaliger Systeme (ER-C-1)
- Materialwissenschaft und Werkstofftechnik (ER-C-2)
- Strukturbiologie (ER-C-3)

Institute for Advanced Simulation (IAS)
- Jülich Supercomputing Centre (JSC)
- Theoretische Physik der Lebenden Materie (IAS-2)
- Theorie der starken Wechselwirkung (IAS-4)
- Theoretical Neuroscience (IAS-6)
- Zivile Sicherheitsforschung (IAS-7)
- Datenanalytik und Maschinenlernen (IAS-8)
- Materials Data Science and Informatics (IAS-9)

Institut für Bio- und Geowissenschaften (IBG)
- Biotechnologie (IBG-1)
- Pflanzenwissenschaften (IBG-2)
- Agrosphäre (IBG-3)
- Bioinformatik (IBG-4)
- Computergestützte Metagenomik (IBG-5)

Institut für Biologische Informationsprozesse (IBI)
- Molekular- und Zellphysiologie (IBI-1)
- Mechanobiologie (IBI-2)
- Bioelektronik (IBI-3)
- Biomakromolekulare Systeme und Prozesse (IBI-4)
- Strukturbiochemie (IBI-7)
- Technische und Administrative Infrastruktur (IBI-TA)

Institute of Climate and Energy Systems (ICE)
- Energiesystemtechnik (ICE-1)
- Jülicher Systemanalyse (ICE-2)
- Troposphäre (ICE-3)
- Stratosphäre (ICE-4)

Institute of Energy Technologies (IET)
- Grundlagen der Elektrochemie (IET-1)
- Helmholtz-Institut Erlangen-Nürnberg für Erneuerbare Energien (IET-2)
- Theorie und computergestützte Modellierung von Materialien in der Energietechnik (IET-3)
- Elektrochemische Verfahrenstechnik (IET-4)

Institute of Fusion Energy and Nuclear Waste Management (IFN)
- Plasmaphysik (IFN-1)
- Nukleare Entsorgung (IFN-2)

Institut für Kernphysik (IKP)
- Experimentelle Hadronenstruktur (IKP-1)
- Experimentelle Hadronendynamik (IKP-2)
- Kernphysikalische Großgeräte (IKP-4)

Institute of Energy Materials and Devices (IMD)
- Werkstoffstruktur und -eigenschaften (IMD-1)
- Werkstoffsynthese und Herstellungsverfahren (IMD-2)
- Photovoltaik (IMD-3)
- Helmholtz-Institut Münster: Ionenleiter für Energiespeicher (IMD-4 / HI MS)

Institut für Neurowissenschaften und Medizin (INM)
- Strukturelle und funktionelle Organisation des Gehirns (INM-1)
- Molekulare Organisation des Gehirns (INM-2)
- Kognitive Neurowissenschaften (INM-3)
- Physik der Medizinischen Bildgebung (INM-4)
- Nuklearchemie (INM-5)
- Gehirn und Verhalten (INM-7)
- Computational Biomedicine (INM-9)
- JARA-Institut Brain structure-function relationships (INM-10)
- JARA-Institut Molecular neuroscience and neuroimaging (INM-11)

Institut für Nachhaltige Wasserstoffwirtschaft (INW)
- Chemische Energiespeicherung mit Fokus auf Grenzflächenforschung (INW-1)
- Chemische Energiespeicherung mit Fokus auf Funktionsmaterialien (INW-2)
- Chemische Energiespeicherung mit Fokus auf Reaktortechnologie (INW-3)
- Prozess- und Anlagentechnik für chemische Wasserstoffspeicherung (INW-4)

Institute of Technology and Engineering (ITE)
Jülich Centre for Neutron Science (JCNS)
- Neutronenstreuung und biologische Materie (JCNS-1)
- Quantenmaterialien und kollektive Phänomene (JCNS-2)
- Neutronenanalytik für die Energieforschung (JCNS-3)
- Neutronenmethoden (JCNS-4)
- Technische und administrative Infrastruktur (PGI-TA / JCNS-TA)

Peter Grünberg Institut (PGI)
- Quanten-Theorie der Materialien (PGI-1)
- Theoretische Nanoelektronik (PGI-2)
- Quantum Nanoscience (PGI-3)
- Integrated Computing Architectures (PGI-4)
- Elektronische Eigenschaften (PGI-6)
- Elektronische Materialien (PGI-7)
- Quantum Control (PGI-8)
- Halbleiter-Nanoelektronik (PGI-9)
- JARA-Institut Energy-efficient information technology (PGI-10)
- JARA-Institut Quanten Information (PGI-11)
- Institute for Quantum Computing Analytics (PGI-12)
- Institute for Functional Quantum Systems (PGI-13)
- Institute for Neuromorphic Compute Nodes (PGI-14)
- Institute for Neuromorphic Software Ecosystems (PGI-15)
- Technische und administrative Infrastruktur (PGI-TA / JCNS-TA)

## Lage und Verkehrsanbindung
Das Forschungszentrum liegt auf einem zutrittsbeschränkten Campus inmitten des Stetternicher Forstes in Jülich (Kreis Düren, Nordrhein-Westfalen) und umfasst eine Fläche von etwa 2,2 Quadratkilometern. Es liegt rund 45 km westlich von Köln, etwa 30 km nordöstlich von Aachen und 4 km südöstlich von Jülich. Einige wenige Einrichtungen des Forschungszentrums sind nicht auf dem eigentlichen Campus untergebracht, sondern circa 1 km westlich davon auf dem Gelände des ehemaligen Bundesbahn-Ausbesserungswerks Jülich (BAW).
Nächstgelegene Bahnstation ist der Rurtalbahn-Haltepunkt Forschungszentrum an der Bahnstrecke Düren–Jülich, von dort bis zum Haupteingang des Forschungszentrums sind es etwa 1.300 m.
| Linie | Verlauf | Takt                                                                                  |
| ----- | --- | ------------------------------------------------------------------------------------- |
| RB 21 | Rurtalbahn: Linnich, SIG Combibloc – Tetz – Broich – Jülich An den Aspen – Jülich Nord – Jülich – Forschungszentrum – Selgersdorf – Krauthausen – Selhausen – Huchem-Stammeln – Im Großen Tal – Düren Stand: März 2022 | 30 min (HVZ) / 60 min (Linnich–Jülich Nord) 30 min / 60 min (SVZ) (Jülich Nord–Düren) |

Vom Bahnhaltepunkt aus sowie von Aachen, Jülich und seit 2020 auch Merzenich (S-Bahn Köln) verkehren Busse der AVV-Linien 219, 220, SB20 und SB35 des Rurtalbus direkt in das Gelände des Forschungszentrums hinein. Diese bedienen dort die Haltestellen Feuerwehr, Heizwerk, Plasmaphysik, Wache 1, Strahlenschutz und Seecasino. Die Linie 220 bedient bei zwei Fahrten zusätzlich die Haltestelle Kleine Füchse. Die Zugangskontrolle wird von Sicherheitsmitarbeitern direkt im Bus durchgeführt.
| Linie | Verlauf |
| ----- | --- |
| 219   | Haltepunkt Forschungszentrum (Rurtalbahn) – Forschungszentrum Jülich |
| 220   | Aachen Bushof – Ludwig Forum – Talbot – Mariadorf – Hoengen – (Bettendorf – Siersdorf –) Schleiden – Aldenhoven – Neubourheim – Jülich Walramplatz – Neues Rathaus – Bahnhof/ZOB – (Krankenhaus – Solar Campus –) (Forschungszentrum Bf RTB ←) Forschungszentrum Jülich |
| SB20  | Schnellbus: Aachen Bushof – Ludwig Forum – Neubourheim – Jülich Walramplatz – Neues Rathaus – (Jülich Bf/ZOB –) Krankenhaus – Solar Campus – (Forschungszentrum Bf RTB ←) Forschungszentrum Jülich                                                                      |
| SB35  | Schnellbus: Merzenich Bf – Ellen – Oberzier – Niederzier – Hambach – Forschungszentrum Jülich |

## Infrastruktur
Neben den Forschern, Instituten und den Großeinrichtungen gibt es zahlreiche Infrastruktureinheiten und Zentralinstitute, so ist zum Beispiel eine hauptamtliche Werkfeuerwehr rund um die Uhr einsatzbereit, um Menschen, Sachwerte, Tiere und die Natur im und um das Forschungszentrum zu schützen.
Der Betriebsärztliche Dienst des Forschungszentrums hat das Ziel, gesundes Arbeiten zu fördern. Die Aktivitäten des Betriebsärztlichen Dienstes reichen von der arbeitsmedizinischen Betreuung über die Notfallmedizin bis zur psychosozialen Beratung.
Auf dem Gelände betreibt die Landesanstalt für Arbeitsschutz (LAfA) des Landes Nordrhein-Westfalen eine Landessammelstelle für radioaktive Abfälle für die Länder NRW und Niedersachsen. Diese Sammelstelle nimmt neben radioaktivem Abfall aus dem Forschungszentrum auch weitere (schwach)-radioaktive Abfälle aus den genannten Ländern an.
Seit 1979 verfügt das Forschungszentrum für den Güterverkehr über einen eigenen Gleisanschluss, der innerhalb des Campus als Stumpfgleis endet.